# Budapest éjszakai autóbuszvonal-hálózata
Budapest éjszakai buszai jelenleg 46 vonalon közlekednek, közülük három (100E, 168E, 200E) nappali viszonylat is egyben. Korábban az éjszakai közlekedésben a villamosoknak volt meghatározó szerepük, 1970-ben még csak négy éjszakai buszjárat létezett, melyek közül három nappal is járt. A margitszigeti „C” jelzésű busz után az 1977-ben indult 182-es busz volt az első kifejezetten éjszakai járat, ami az újonnan átadott M3-as metró éjszakai pótlóbusza volt.
Az 1990-es években az éjszakai járatok számjelzésében megjelent az „É” betű, utalva éjszakai üzemidejükre. 1997-ben megszűnt az utolsó éjszakai villamos is (a 14-esen üzemszünetet vezettek be), elindult helyette a 14É busz. 1997-től szilveszteri járatok is közlekedtek 41É, 85É, 193É és 973-as jelzéssel. A széttördelt hálózat, a ritka járatsűrűség és a hangolások hiánya miatt felmerült az igény az éjszakai buszhálózat teljes átalakítására, mely a VEKE javaslatcsomagja után főpolgármesteri utasításra végül 2005. szeptember 1-jén lépett életbe. A járat jelzéséből eltűnt az „É” betű, helyette 900-as számtartományból kaptak jelzést. A járatok többségét meghosszabbították, a korábbi szolgálati járatokat is meghirdették, illetve átszállópontokat hoztak létre, melyeknél az átszállást minden irányból biztosították.
A tapasztalatokat felhasználva 2006-ban további járatokat indítottak, illetve apróbb korrekciókat hajtottak végre. Ezek után is folyamatosan indultak új éjszakai buszok, melyek tovább bővítették a külvárosok éjszakai kiszolgálását. A járatokat jelenleg a Budapesti Közlekedési Központ megrendelésére az ArrivaBus Kft., a Budapesti Közlekedési Zrt. és a MÁV Személyszállítási Zrt. közlekedteti.

## A kezdetek
Budapest éjszakai közlekedését nagyrészt villamosok adták, 1970-ben csak 3 buszjárat létezett, mely nappal és éjszaka is közlekedett: 31Y jelzéssel az Örs vezér tere és Rákosszentmihály, Békés Imre utca között, 62-es jelzéssel a Zalka Máté tér és Rákoskert között, 98-as jelzéssel a Gyömrői út és Rákosliget között. Éjszaka C jelzéssel 1968. július 2-ától a Vígszínház és a Margit-szigeti Nagyszálló között is közlekedett buszjárat. Ez volt az első olyan busz, mely csak éjszaka közlekedett. 1973-ban a 62-es és a 98-as már nem közlekedett, viszont a Baross tér és az Erzsébet híd, budai hídfő között elindult a 89A busz, mely nappal a Mikó utcáig járt. 1976. március 21-én a 68-as villamosjárat megszűnésével a 89A útvonalát az Örs vezér teréig hosszabbították (csak éjszaka).
Az 1977. január 1-jei átszervezések az éjszakai vonalakat is érintették, a 31Y helyett a 144-es busz járt azonos útvonalon, a 89A helyett pedig a 78-as busz közlekedett. Elindult a 182-es busz a Nagyvárad tér és a Duna utca között, ami az M3-as metró éjszakai pótlóbuszának számított. Ez volt az első számjelzéses autóbusz, mely csak éjszaka járt. A C busz változatlanul a Margitszigetre közlekedett. A 182-es busz 1980. március 29-étől már Kőbánya-Kispestet kötötte össze a Duna utcával.
A Pesterzsébet–Csepel HÉV 1978. november 1-jei megszűnésekor pótlóbuszt indítottak helyette 148-as jelzéssel, ami Pesterzsébet, Határ út és Csepel, HÉV-állomás között éjjel-nappal közlekedett. 1980. március 1-jétől a vonalon megszűnt az éjszakai üzem. 1980. október 1-jén elindult a 173-as busz a Baross tér, Keleti pályaudvar és Újpalota, Erdőkerülő utca között a megszűnő 69É villamos helyett, 1981. január 20-án pedig a 111-es busz a Margit híd, budai hídfő és a Bécsi út között. A 182-es buszt 1982 májusában Újpest, forgalmi telepig, 1985 novemberében pedig Újpest, Tito utcáig (mai Árpád üzletház) hosszabbították. 1983. július 1-jén elindult a 42É busz a Batthyány tér és Békásmegyer, HÉV-állomás között. 1983. december 1-jétől a megszűnő 43É jelzésű villamost a 43-as jelzésű busz váltotta fel a Budafok, Varga Jenő tér és Nagytétény, Szőlő utca közti útvonalon. 1984. január 1-jén újabb éjszakai buszjáratot indítottak, 179-es jelzéssel a Boráros tér és Csepel, HÉV-állomás között. 1985. január 1-jén a 43-as busz megszűnt, helyette 3É jelzéssel új járatot indítottak a Móricz Zsigmond körtértől a Nagytétény, Landler Jenő utca megállóig. 1986. április 1-jétől 45É jelzéssel új járat járt a Baross tér, Keleti pályaudvar és Cinkota, Szabadföld út között. 1988. november 2-án 175É jelzésű járatot is indítottak a Népliget és a Jászai Mari tér között. 1989. szeptember 2-án megszűnt a Nagykörúton az éjszakai villamosközlekedés, a 6É villamosok helyett 6É jelzésű buszok közlekedtek a Móricz Zsigmond körtér és a Moszkva (ma: Széll Kálmán) tér között. 1990. december 14-én a 3-as metró újabb szakaszának átadásával egy időben a 182-es busz Újpest-Központig rövidült. Az éjszakai járatok fokozatosan megkapták az É betűt a számjelzéseik mögé, a C jelzésű busz pedig 1992. április 30-án megszűnt. Ekkor az alábbi járatok közlekedtek:
| Busz | Végállomások                                            |
| ---- | ------------------------------------------------------- |
| 3É   | Móricz Zsigmond körtér – Nagytétény, Landler Jenő utca  |
| 6É   | Móricz Zsigmond körtér – Moszkva tér                    |
| 42É  | Batthyány tér – Békásmegyer, HÉV-állomás                |
| 45É  | Baross tér, Keleti pályaudvar – Cinkota, Szabadföld út  |
| 78É  | Örs vezér tere – Döbrentei tér                          |
| 111É | Margit híd, budai hídfő – Bécsi út                      |
| 144É | Örs vezér tere – Rákosszentmihály, Csömöri út           |
| 173É | Baross tér, Keleti pályaudvar – Újpalota, Erdőkerülő út |
| 175É | Népliget, metróállomás – Jászai Mari tér                |
| 179É | Boráros tér – Csepel, HÉV-állomás                       |
| 182É | Kőbánya-Kispest, MÁV-állomás – Újpest-Központ           |

## Az éjszakai villamosok megszüntetése

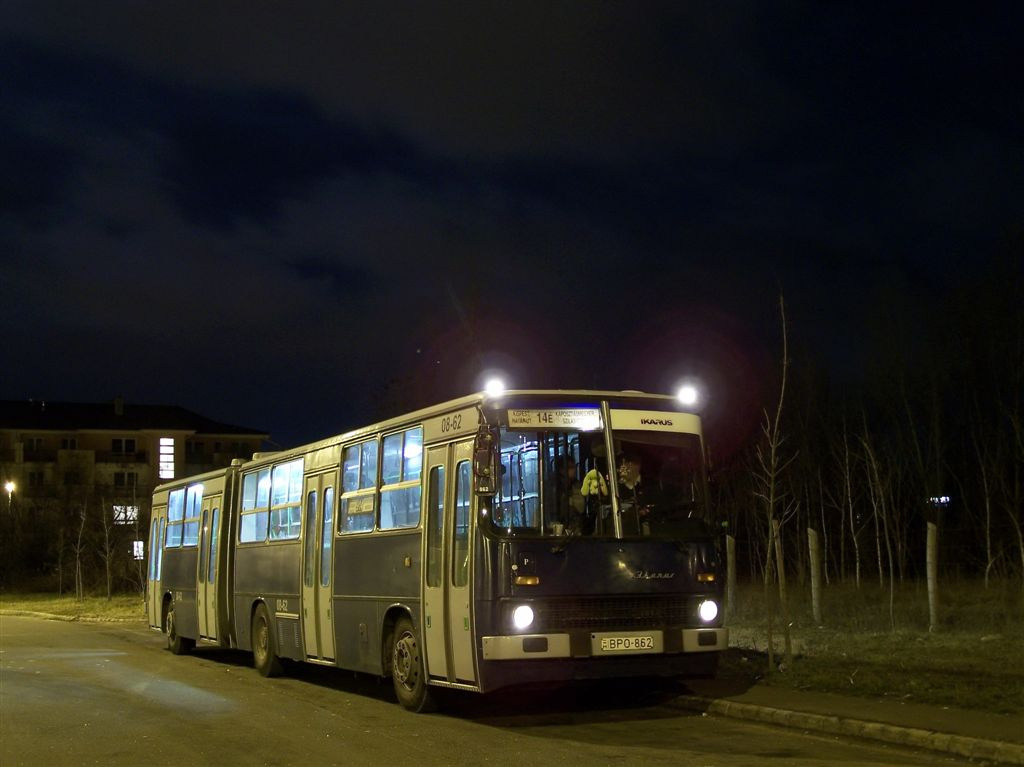
14É busz Káposztásmegyeren

1993. november 26-án megszűnt a 31É villamos, elindult helyette a 31É busz a Boráros tér és Pesterzsébet, Pacsirtatelep között, amit 1994. február 1-jén Jahn Ferenc Kórházig hosszabbítottak. Pesterzsébeten körforgalomban közlekedett. 1994. február 1-jén megszűnt a 111É és a 175É busz, pótlásukra elindult az 1É jelzésű busz a Bécsi út és a Népliget között. 1994. április 1-jén elindult a 61É busz az Örs vezér tere és Rákoskeresztúr, városközpont között, illetve a 153É busz a Móricz Zsigmond körtér és a Gazdagréti lakótelep között. 1996. február 29-étől a megszűnő 28É villamos helyett 28É jelzésű buszok közlekedtek a Blaha Lujza tér és a Mádi utca között, illetve az 50É villamos helyett 50É jelzésű buszokat indítottak Kispest, Határ út és Pestszentlőrinc, Béke tér között. 1996. április 1-jétől a Kelenföldi pályaudvartól a Moszkva térig 49É jelzésű buszok jártak a megszűnő 49É villamos pótlására.
1997. július 21-én – egyelőre pályafelújítás okán ideiglenes jelleggel – elindult a 14É busz a Lehel tér és Káposztásmegyer, Szilas-patak között. A munkálatok végeztével nem indították újra az éjszakai villamost, ennek következtében szeptember 30-án a 182É buszt a dél felé Kispest, Határ útig hosszabbított 14É, illetve az észak irányába Gyöngyösi utcáig nyújtott szintén átmérős jellegű 50É vette át.

## Az ezredforduló
1997. december 31-én, szilveszteri járatként két új járatot indítottak: 41É jelzéssel a Kosztolányi Dezső tér és az Őrmezői lakótelep, illetve 193É jelzéssel Pestszentimre, központ és Pestszentlőrinc, Béke tér között. A járatok minden évben ezen a napon közlekedtek 2005. január 1-jei megszűnésükig.
A hálózat az ezredfordulóra teljesen széttöredezetté vált, a menetrendi hangolások hiánya miatt a csatlakozásokkal a legtöbb esetben lehetetlen volt előre tervezni, a járatok követése ritka volt, az utastájékoztatás pedig alacsony színvonallal működött. Az éjszakai járatokon kívül úgynevezett szolgálati járatok is közlekedtek, ezek a vállalati dolgozók szállítását végezték, ám a menetrendjük nem volt meghirdetve és a legtöbb esetben utast nem is szállítottak, pedig a hálózat nagysága megközelítette a meghirdetett éjszakai járatok által lefedett területeket.
2000. november 2-án a korábbi Moszkva tér és Hűvösvölgy között közlekedő szolgálati járat helyett az Adyligetig Pesthidegkút érintésével közlekedő 956-os jelzésű buszt indították el. A 900-as számtartomány a nem egész éjszaka közlekedő buszokat jelezte.
2002 szeptemberében 40É jelzéssel a Móricz Zsigmond körtér és a Budaörsi lakótelep között indítottak új járatot. 2002. december 31-én 973-as jelzéssel a Bornemissza tér és Újpalota, Nyírpalota utca között járt szilveszteri járat. 2005. február 1-jén 72É jelzéssel a Móricz Zsigmond körtér és Törökbálint között indult új éjszakai buszjárat.

Éjszakai járatok a 2005-ös átszervezés előtt

Az „É” betűs korszak végén az alábbi járatok közlekedtek:
| Busz                | Közlekedett | Végállomások                                               |
| ------------------- | ----------- | ---------------------------------------------------------- |
| 1É                  | 1994–2005   | Bécsi út – Közvágóhíd                                      |
| 3É                  | 1985–2005   | Móricz Zsigmond körtér – Nagytétény, Landler Jenő utca     |
| 6É                  | 1989–2005   | Móricz Zsigmond körtér – Moszkva tér                       |
| 14É                 | 1997–2005   | Kispest, Határ út – Káposztásmegyer, Szilas-patak          |
| 28É                 | 1996–2005   | Blaha Lujza tér – Mádi utca                                |
| 31É                 | 1993–2005   | Boráros tér – Pesterzsébet, Jahn Ferenc Kórház             |
| 40É                 | 2002–2005   | Móricz Zsigmond körtér – Budaörsi lakótelep                |
| 42É                 | 1983–2005   | Batthyány tér – Békásmegyer, HÉV-állomás                   |
| 45É                 | 1985–2005   | Baross tér, Keleti pályaudvar – Cinkota, Szabadföld út     |
| 49É                 | 1996–2005   | Etele tér, Kelenföldi pályaudvar – Moszkva tér             |
| 50É                 | 1996–2005   | Pestszentlőrinc, Béke tér – Gyöngyösi utca                 |
| 61É                 | 1994–2005   | Örs vezér tere – Rákoskeresztúr, városközpont              |
| 72É                 | 2005        | Móricz Zsigmond körtér – Törökbálint, Munkácsy Mihály utca |
| 78É                 | 1977–2005   | Örs vezér tere – Döbrentei tér                             |
| 144É                | 1977–2005   | Örs vezér tere – Rákosszentmihály, Csömöri út              |
| 153É                | 1994–2005   | Móricz Zsigmond körtér – Gazdagréti lakótelep              |
| 173É                | 1980–2005   | Baross tér, Keleti pályaudvar – Újpalota, Erdőkerülő út    |
| 179É                | 1984–2005   | Boráros tér – Csepel, II. Rákóczi Ferenc út                |
| 956                 | 2000–2005   | Moszkva tér – Adyliget                                     |
| Szilveszteri buszok |             |                                                            |
| 41É                 | 1997–2005   | Kosztolányi Dezső tér – Őrmezői lakótelep, Menyecske utca  |
| 85É                 | 1997–2005   | Örs vezér tere – Kispest, Határ út                         |
| 193É                | 1997–2005   | Pestszentimre, központ – Pestszentlőrinc, Béke tér         |
| 973                 | 2002–2005   | Bornemissza tér – Újpalota, Nyírpalota utca                |

## 2005-ös átszervezés
2005-ben megjelent a VEKE javaslatcsomagja az éjszakai buszhálózat átszervezéséről, melynek következményében a BKV főpolgármesteri utasításra nekilátott az éjszakai hálózat progresszívebb és utasbarátabb, kínálati szemléletű átszervezéséhez. Hosszas előkészítések és viták után a reform módosításait 2005. szeptember 1-jén bevezették be. Az ütemes menetrend szerint és gyakrabban induló járatok száma 19-ről 30-ra emelkedett és jelentősen több terület kapott éjszakai szolgáltatást. Emellett úgynevezett átmérős járatok indultak, melyek két külvárosi végállomás között a belvároson keresztül közlekedtek. A legforgalmasabb csomópont az Astoria lett, amit a legtöbb buszjárat érintett. A nagyobb csomópontokban az egymáshoz hangolások eredményeként az átszállások is egyszerűbbé váltak. A járatok jelzésében is jelentős változás történt, az „É” betű helyett a járatok a 900-as számtartományból kaptak jelzést. Egy nappal az új hálózat hivatalos bevezetése előtt, augusztus 31-én éjszaka a két rendszer egyszerre üzemelt, a 900-as buszok főpróba táblával jártak a városban.

### Új járatok
| Régi busz                  | Régi busz                                                  | Új busz | Új busz                                                            | Új busz                              |
| Jelzése                    | Útvonala                                                   | Jelzése | Útvonala                                                           | Útvonalváltozás                      |
| -------------------------- | ---------------------------------------------------------- | ------- | ------------------------------------------------------------------ | ------------------------------------ |
| 1É                         | Bécsi út – Közvágóhíd                                      | 901     | Óbudai autóbuszgarázs – Közvágóhíd                                 | Hosszabb útvonal                     |
| 3É                         | Móricz Zsigmond körtér – Nagytétény, MÁV-állomás           | 973     | Újpalota, Szentmihályi út – Nagytétény, Chinoin                    | Hosszabb útvonal                     |
| 173É                       | Baross tér, Keleti pályaudvar – Újpalota, Erdőkerülő utca  | 973     | Újpalota, Szentmihályi út – Nagytétény, Chinoin                    | Hosszabb útvonal                     |
| 6É                         | Moszkva tér – Móricz Zsigmond körtér                       | 906     | Moszkva tér – Móricz Zsigmond körtér                               | –                                    |
| 14É                        | Kispest, Határ út – Káposztásmegyer, Szilas-patak          | 914     | Dél-pesti autóbuszgarázs – Káposztásmegyer, Megyeri út             | Hosszabb útvonal                     |
| 28É                        | Blaha Lujza tér – Mádi utca                                | 909     | Deák Ferenc tér – Kispest, Kossuth tér                             | Hosszabb és módosított útvonal       |
| 31É                        | Boráros tér – Pesterzsébet, Jahn Ferenc Kórház             | 923     | Dél-pesti autóbuszgarázs – Békásmegyer, HÉV-állomás                | Hosszabb és módosított útvonal       |
| 42É                        | Batthyány tér – Békásmegyer, HÉV-állomás                   | 923     | Dél-pesti autóbuszgarázs – Békásmegyer, HÉV-állomás                | Hosszabb és módosított útvonal       |
| 40É                        | Móricz Zsigmond körtér – Budaörsi lakótelep                | 940     | Móricz Zsigmond körtér – Budaörsi lakótelep                        | Budapest felé Kamaraerdő érintésével |
| 45É                        | Baross tér, Keleti pályaudvar – Cinkota, Szabadföld út     | 908     | Cinkota, HÉV-állomás – Móricz Zsigmond körtér                      | Hosszabb és módosított útvonal       |
| 153É                       | Móricz Zsigmond körtér – Gazdagréti lakótelep              | 908     | Cinkota, HÉV-állomás – Móricz Zsigmond körtér                      | Hosszabb és módosított útvonal       |
| 49É                        | Etele tér, Kelenföldi pályaudvar – Moszkva tér             | 960     | Móricz Zsigmond körtér – Óbudai autóbuszgarázs                     | Hosszabb és módosított útvonal       |
| 50É                        | Pestszentlőrinc, Béke tér – Gyöngyösi utca                 | 950     | Pestszentimre központ – Rákospalota, Kossuth utca                  | Hosszabb útvonal                     |
| 50É                        | Pestszentlőrinc, Béke tér – Gyöngyösi utca                 | 950A    | Béke tér – Kispest, Határ út                                       | Villamospótló rövidebb útvonalon     |
| 61É                        | Örs vezér tere – Rákoskeresztúr, városközpont              | 911     | Moszkva tér – Rákoskeresztúr, városközpont                         | Hosszabb útvonal                     |
| 61É                        | Örs vezér tere – Rákoskeresztúr, városközpont              | 921     | Normafa – Rákoskeresztúr, városközpont                             | Hosszabb útvonal                     |
| 72É                        | Móricz Zsigmond körtér – Törökbálint, Munkácsy Mihály utca | 972     | Móricz Zsigmond körtér – Törökbálint, Munkácsy Mihály utca         | –                                    |
| 78É                        | Örs vezér tere – Döbrentei tér                             | 907     | Örs vezér tere – Etele tér, Kelenföldi pályaudvar                  | Hosszabb útvonal                     |
| 144É                       | Örs vezér tere – Rákosszentmihály, Csömöri út              | 931     | Deák Ferenc tér – Árpádföld, Bekecs utca                           | Hosszabb útvonal                     |
| 179É                       | Boráros tér – Csepel, II. Rákóczi Ferenc út                | 979     | Bosnyák tér – Csepel, Csillagtelep                                 | Hosszabb és módosított útvonal       |
| 179É                       | Boráros tér – Csepel, II. Rákóczi Ferenc út                | 979A    | Deák Ferenc tér – Csepel, Csillagtelep                             | Hosszabb útvonal                     |
| 956                        | Moszkva tér – Adyliget                                     | 956     | Hűvösvölgy – Rákoskeresztúr, városközpont                          | Hosszabb és módosított útvonal       |
| Szolgálati járatok helyett | Szolgálati járatok helyett                                 | 922     | Moszkva tér – Budakeszi, Táncsics Mihály utca                      |                                      |
| Szolgálati járatok helyett | Szolgálati járatok helyett                                 | 938     | Csepel, Szent Imre tér – Lakihegy                                  |                                      |
| Szolgálati járatok helyett | Szolgálati járatok helyett                                 | 941     | Móricz Zsigmond körtér – Budatétény, Campona                       |                                      |
| Szolgálati járatok helyett | Szolgálati járatok helyett                                 | 943     | Békásmegyer, HÉV-állomás – Szentendre, HÉV-állomás                 |                                      |
| Szolgálati járatok helyett | Szolgálati járatok helyett                                 | 952     | Dél-pesti autóbuszgarázs – Csepel, Szent Imre tér                  |                                      |
| Szolgálati járatok helyett | Szolgálati járatok helyett                                 | 966     | Deák Ferenc tér – Soroksár, Hősök tere                             |                                      |
| Szolgálati járatok helyett | Szolgálati járatok helyett                                 | 969     | Rákoskeresztúr, városközpont – Pécel, Kun József utca              |                                      |
| Szolgálati járatok helyett | Szolgálati járatok helyett                                 | 980     | Pestszentlőrinc, Szarvas csárda tér – Rákoskeresztúr, városközpont |                                      |
| Szolgálati járatok helyett | Szolgálati járatok helyett                                 | 992     | Cinkota, HÉV-állomás – Gödöllő, HÉV-állomás                        |                                      |
| Szolgálati járatok helyett | Szolgálati járatok helyett                                 | 994     | Dél-pesti autóbuszgarázs – Gyál, Vecsési út                        |                                      |
| Szolgálati járatok helyett | Szolgálati járatok helyett                                 | 997     | Rákoskeresztúr, városközpont – Rákoskert sugárút                   |                                      |
| Szolgálati járatok helyett | Szolgálati járatok helyett                                 | 998     | Rákoskeresztúr, városközpont – Cinkotai autóbuszgarázs             |                                      |

## További fejlesztések

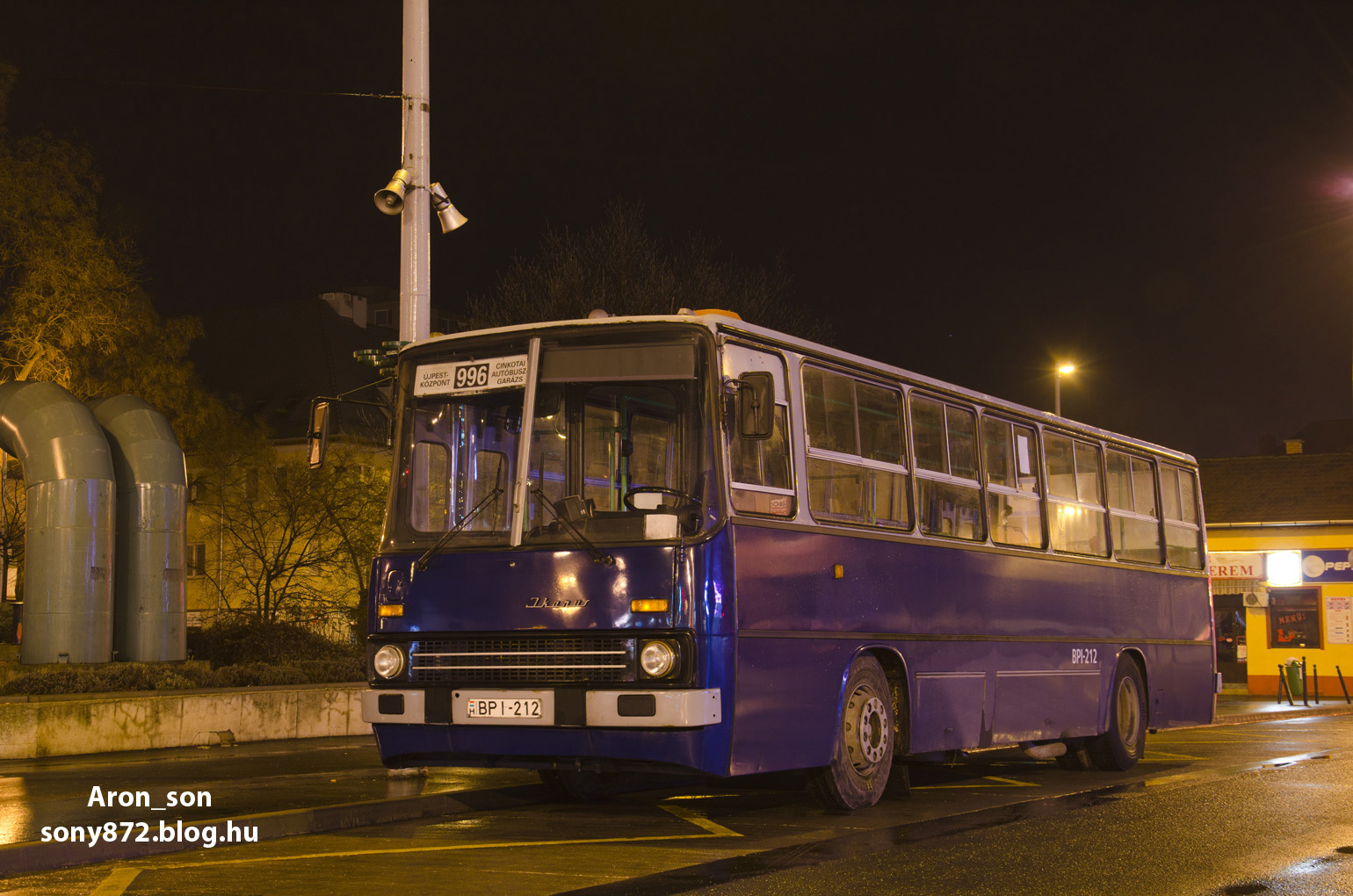
996-os busz Újpesten

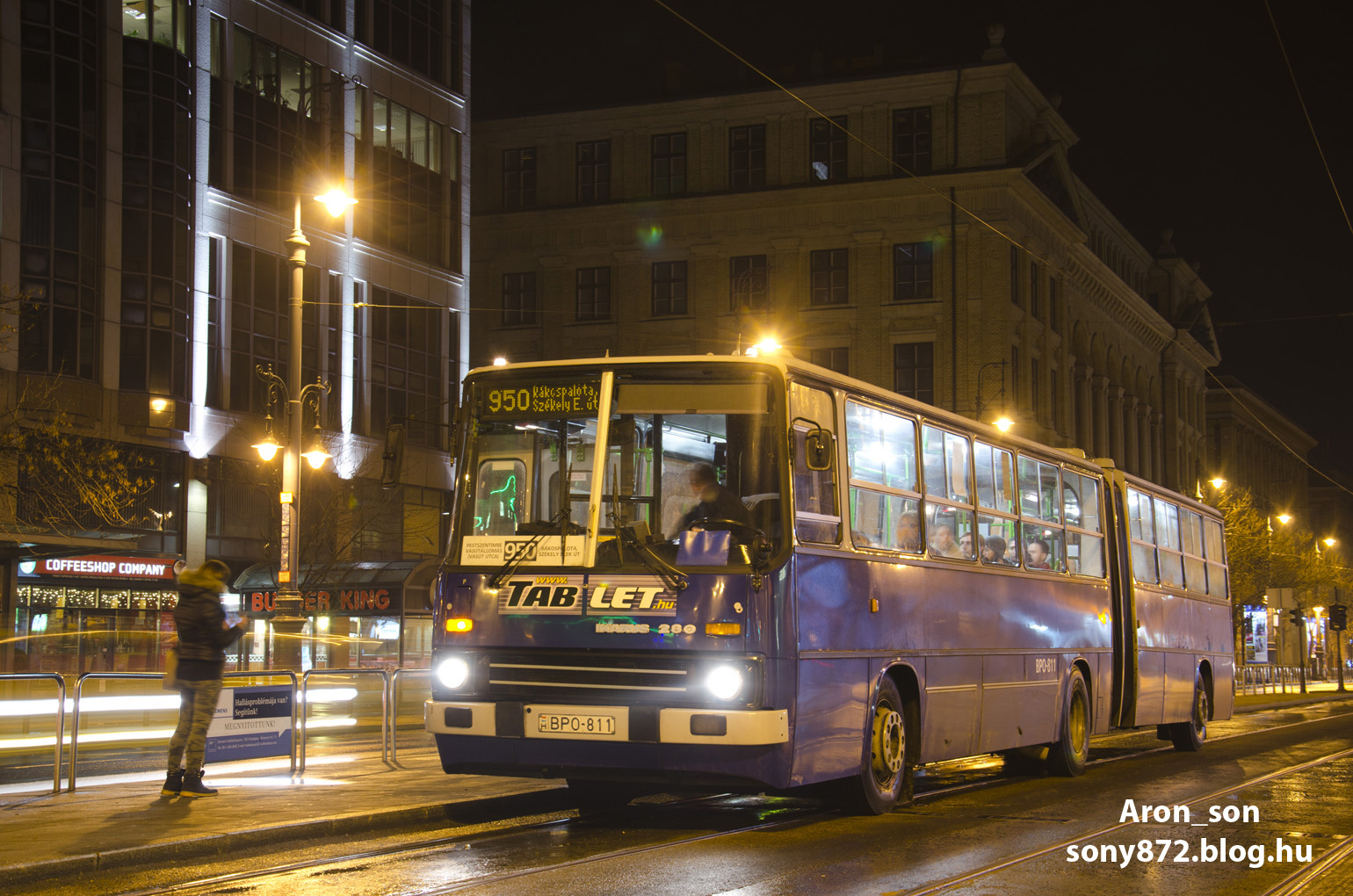
Az éjszakai hálózat központja: az Astoria

2006. november 3-án a 911-es buszt összevonták a 931-es busszal, mely 931-es jelzéssel Árpádföld, Dezsőfia utca és Rózsadomb között közlekedik, kijelölt végállomása a Nyugati pályaudvarnál található. Új járatok is indultak, 930-as jelzéssel Újpest-Központ és Megyer, Szondi utca között, 996-os és 996A jelzéssel Újpest-Központ és Cinkotai autóbuszgarázs között, 963-as jelzéssel Hűvösvölgy és Adyliget között, illetve 999-es jelzéssel Kispest, Határ út és Dél-pesti autóbuszgarázs között. 937-es jelzéssel a Közvágóhídtól Bécsi útig új járatot indítottak, mely utazási szándék esetén a Máramaros út, illetve Erdőalja út felé továbbközlekedik. A 950-es busz Rákospalota, Székely Elek útig, a 966-ost Millenniumtelepig, a 979-est pedig Újpalota, Nyírpalota útig meghosszabbították, a 921-es és a 956-os útvonalát a Batthyány tér és az Attila út térségében felcserélték.
2008. január 1-jén bevezették az éjszakai vonaljegyet, mely a helyszínen váltott vonaljeggyel egyezett meg. Ez 80 forinttal volt drágább a normál vonaljegynél (270 forint helyett 350 forint). Az éjszakai járatokon csak ezzel (vagy bérlettel) lehetett utazni, melyet a járműveken megtalálható automatákból, vagy a biztonsági őröktől lehetett megvásárolni. Az elképzelés számos akadályba ütközött, ezért 2009. január 1-jétől ismét érvényes az éjszakai buszokra a normál vonaljegy.
A 2008-as paraméterkönyv az éjszakai hálózatot csak kis mértékben érintette, menetrendi módosításokon kívül a 921-es jelzését 990-esre, a 952-es jelzését pedig 948-asra módosították. A villamospótló szerepet betöltő 950A buszt megszüntették.
2009. június 6-ától a 950-es busz Rákospalota, Kossuth utcáig közlekedő csonkamenetei a 950A jelzéssel közlekednek. Hétvégén 914A jelzéssel sűrítőjárat indult a Határ út és Újpest-Központ között, a 980-ast buszt pedig a Dél-pesti autóbuszgarázsig hosszabbították. 2009. augusztus 21-én a 969-es buszt a 956-os busszal, a 997-es buszt a 990-es busszal összevonták, az új 956-os busz Hűvösvölgy és Pécel, Kun József utca között, az új 990-es busz a Normafa és Rákoskert között közlekedik.

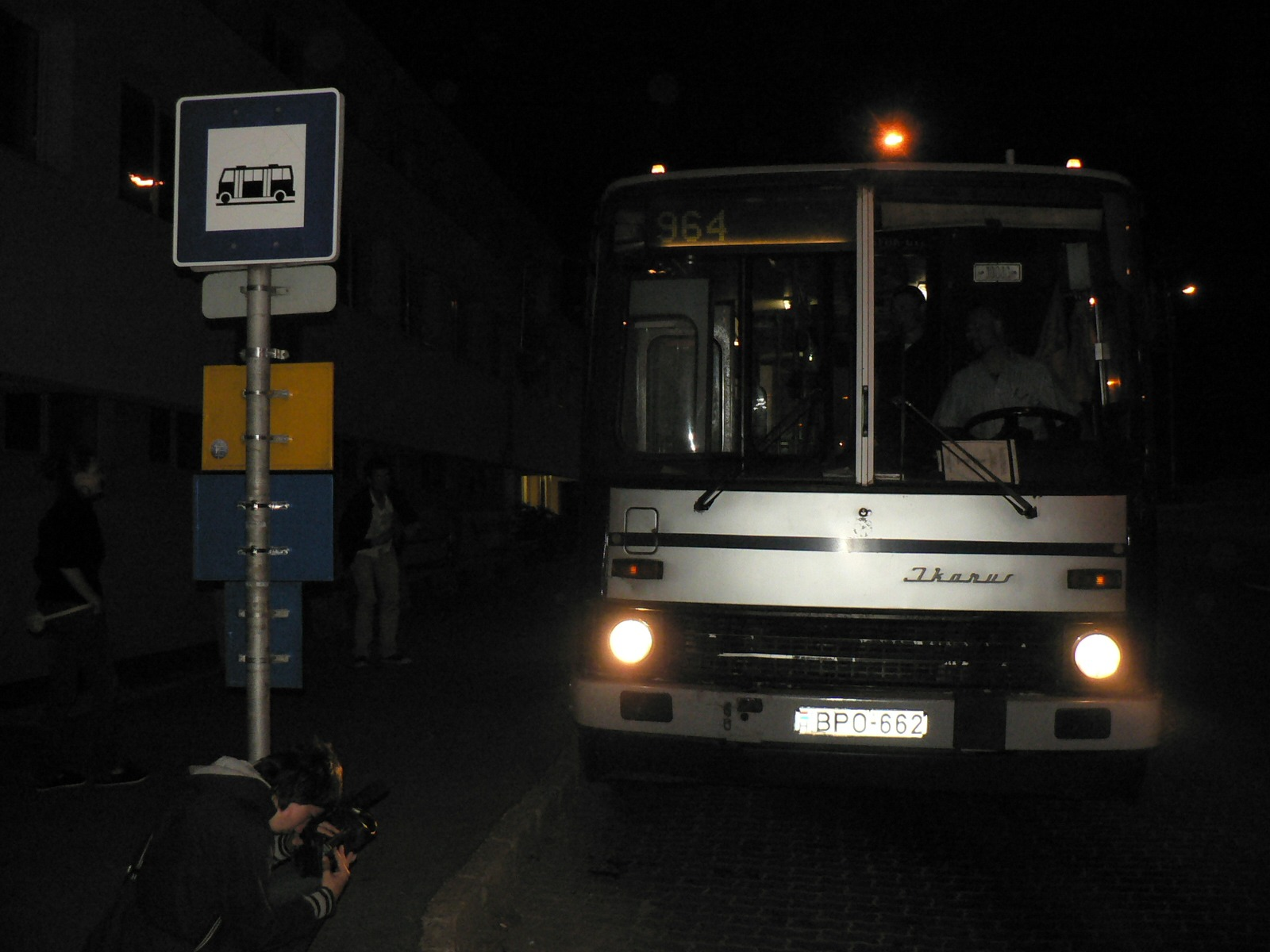
Az első 964-es busz Solymáron

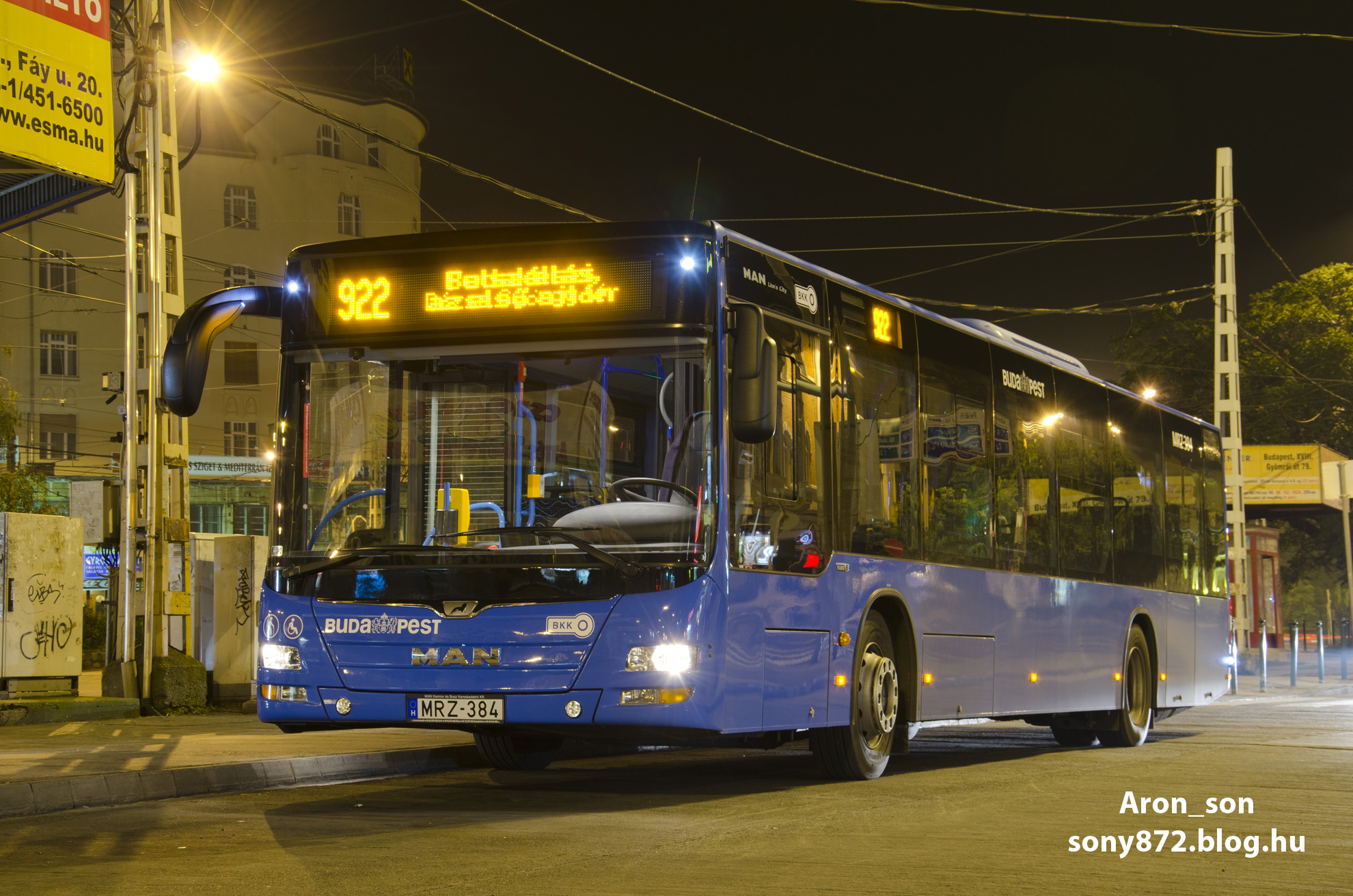
922-es busz a Széll Kálmán téren

14 év után, 2011. május 1-jétől újra van éjszakai villamosvonal, ezért a 906-os megszűnt, helyette a 6-os villamosok közlekednek a Nagykörúton a Moszkva tér és a Móricz Zsigmond körtér között.
2012. március 3-án további 3 járat indult, 900-as jelzéssel a Dél-pesti autóbuszgarázs és a Liszt Ferenc Repülőtér között, 918-as jelzéssel a Kelenföldi pályaudvar és Óbuda, Bogdáni út között, illetve 968-as jelzéssel Cinkotai autóbuszgarázs és Kispest, Kossuth tér között. Négy járatot meghosszabbítottak: a 908-ast és a 992-est a Cinkotai autóbuszgarázsig, a 960-ast Békásmegyer, Újmegyeri térig, a 963-as pedig Nagykovácsi, Tisza István térig. A 966-os útvonala módosult, a Deák Ferenc térig közlekedő menetek megszűntek, illetve az összes Baross utcáig közlekedő busz a Határ útig jár. A 972-es busz pedig az autópálya helyett Budaörsön keresztül közlekedik. A 999-es a Határ úttól a Pöttyös utca felé a József Attila-telepet érintve éri el a Nagykőrösi utat. A 979-es busz az Állatkerti körút helyett a Dózsa György úton és az Ajtósi Dürer soron közlekedik.
2012. április 30-án 964-es jelzéssel új járat indult a Hűvösvölgy és Solymár, PEMÜ között.
2013. január 25-én 934-es jelzéssel indítottak új járatot a Nyugati pályaudvar és Békásmegyer, HÉV-állomás között. Az új járat Békásmegyer felé a Varsa utcát érintve, a Nyugati pályaudvar felé végig a Nánási úton közlekedik.
2013. szeptember 7-étől 916-os busz közlekedik a Széll Kálmán tértől a Budai váron át az Urániáig.
2014. március 29-étől a 914A hétköznap is közlekedik.
A 990-es busz 2014. április 28-ától a Lánchíd utca felújítása miatt ideiglenesen terelt útvonalon, a Döbrentei tér és a Ferenciek tere helyett a Lánchídon át, a Deák Ferenc tér érintésével közlekedett. Később a BKK társadalmi egyeztetésén ezt a terelt útvonalat véglegessé változtatták.
2014. augusztus 23-án a 938-as útvonalát Szigetszentmiklósig hosszabbították, melyet körbejárva visszatér Csepelre. A szigetszentmiklósi kört a nappali 38-as busz útvonalán teszi meg. 2014. október 1-jétől a Szebeni utca megállót is érinti. A teljes útvonalon egy menet megy végig, míg mind a két irányba 2-2 csonka menet közlekedik Lakihegy, Cseresznyés utca és a Szent Imre tér között.
2015. augusztus 31-étől a 972-es autóbusz megosztva közlekedik: az utolsó menet 972B jelzéssel a Budaörsi lakótelepet érintve jár.
2017. június 24-én éjszaka és hajnalban az Olimpia Éjszakája rendezvény jobb megközelítése miatt OLÉ jelzésű éjszakai járat közlekedett a Deák Ferenc tér és a Reiner Frigyes park között, a két végállomás között csak az Oktogonnál, a Hősök terén és a Damjanich utcánál állt meg.
A repülőtér közösségi közlekedésének fejlesztéseként 2018. május 18-ától a 100E busz a nappali járatokhoz képest bővebb menetidővel (mindössze másfél-két órás üzemszünettel) közlekedik a Deák Ferenc tér és a Liszt Ferenc nemzetközi repülőtér között, míg június 15-étől a 200E egész éjjel jár a Határ út metróállomás és a Liszt Ferenc nemzetközi repülőtér között. Ezzel egy időben a 900-as busz megszűnt.
2019. május 10-étől a 972-es busz a Budaörsi lakótelep és a törökbálinti Raktárváros, a 972B busz pedig a törökbálinti Márta utca érintésével közlekedik.
2019. július 9-étől a 901-es buszt a Rákóczi hídon át Kelenföld vasútállomásig hosszabbították. A Bécsi út felé közlekedő 937-es buszok a továbbiakban 901-es jelzéssel közlekednek, de előzetes igény esetén a Bécsi út / Vörösvári út megállótól a Máramaros út felé továbbra is 937-es jelzéssel járnak.
2021. június 18-ától egyes sűrítő járatok külön jelzést kapnak, néhány járat pedig meghosszabbított útvonalon közlekedik.
2022 májusában a 994-es és 998-as eltérő útvonalon közlekedő indulásai „B” kiegészítő jelzést kaptak. 2022. június 18-án újabb B-vel jelölt viszonylattal bővült a hálózat, a 783-as és 789-es Volánbusz-járatok éjszakai indulásainak kiváltásával létrejött 922B Budapest és Zsámbék között teremt kapcsolatot a hétvégi időszakban.
2022 augusztusától a 100E viszonylat (a 200E-hez hasonlóan) folyamatos üzemidőben közlekedik.
2024 februárjában Rákosmente éjszakai hálózata jelentősen átalakult, egyszerűsödött a 998-as busz útvonala, továbbá a 908-as járat részleges meghosszabbításával eddig ellátatlan területek is bevonásra kerültek a hálózatba. A fejlesztés következtében új járat indult 908A jelzéssel, valamint megszűnt a 998B viszonylat is.

## Jelenlegi hálózat
| Viszonylat | Útvonal | Megjegyzés |
| ---------- | --- | --- |
| 6          | Móricz Zsigmond körtér M – Nagykörút – Széll Kálmán tér M                                                                                         | Villamospótló busz éjszakai karbantartások idején. |
| 100E       | Deák Ferenc tér M – Liszt Ferenc Airport 2 | Kizárólag repülőtéri vonaljeggyel vehető igénybe. |
| 168E       | Örs vezér tere M+H → Rákoshegy vasútállomás | Kizárólag hétvégente közlekedik, egy indulással. |
| 200E       | Határ út M – Liszt Ferenc Airport 2 | |
| 901        | Bécsi út / Vörösvári út – Kelenföld vasútállomás M                                                                                                | |
| 907        | Kelenföld vasútállomás M – Astoria M – Bosnyák tér – Örs vezér tere M+H                                                                           | |
| 907A       | Astoria M → Bosnyák tér | Csak egy irányban közlekedik. |
| 908        | Móricz Zsigmond körtér M – Gazdagréti tér – Astoria M – Cinkotai autóbuszgarázs – Rákoskeresztúr, városközpont – Rákoscsaba-Újtelep, Tóalmás utca | |
| 908A       | Móricz Zsigmond körtér M → Astoria M → Cinkotai autóbuszgarázs → Rákoskeresztúr, városközpont                                                     | Csak egy irányban közlekedik. |
| 909        | Deák Ferenc tér M – Kőbányai garázs – Élessarok – Kispest, Kossuth tér                                                                            | |
| 909A       | Deák Ferenc tér M → Kőbányai garázs → Élessarok                                                                                                   | Kizárólag hétvégente közlekedik, csak egy irányban. |
| 914        | Káposztásmegyer, Mogyoródi-patak – Deák Ferenc tér M – Dél-pesti autóbuszgarázs                                                                   | |
| 914A       | Újpest-központ M – Deák Ferenc tér M – Határ út M                                                                                                 | |
| 916        | Uránia – Budai Vár – Széll Kálmán tér M | |
| 918        | Kelenföld vasútállomás M – Óbuda, Bogdáni út – Óbudai autóbuszgarázs                                                                              | |
| 922        | Széll Kálmán tér M – Budakeszi, Honfoglalás sétány – Budakeszi, Dózsa György tér                                                                  | Honfoglalás sétányt Budapest felé nem érinti. |
| 922B       | Széll Kálmán tér M – Budakeszi – Páty – Zsámbék, autóbusz-forduló                                                                                 | Zsámbék felé betér Budakeszin a Honfoglalás sétányhoz, valamint Páty után Telki, Budajenő, Perbál és Tök településekre is. Kizárólag hétvégén közlekedik. |
| 923        | Békásmegyer H – Közvágóhíd H – Ady Endre utca (Topánka utca) – Dél-pesti autóbuszgarázs                                                           | |
| 930        | Újpest-központ M – Megyer, Szondi utca | |
| 931        | Árpádföld, Dezsőfia utca – Örs vezér tere M+H – Deák Ferenc tér M – Verecke lépcső – Nyugati pályaudvar M                                         | |
| 931A       | Deák Ferenc tér M → Örs vezér tere M+H | Csak egy irányban közlekedik. |
| 934        | Békásmegyer H – Nyugati pályaudvar M (– Pesterzsébet, városközpont → Ady Endre utca (Topánka utca))                                               | A pesterzsébeti lakótelepet csak hétvégente érinti. |
| 937        | Bécsi út / Vörösvári út → Máramaros út → Bécsi út / Vörösvári út                                                                                  | Csak utazási igény előzetes jelzése esetén közlekedik. |
| 938        | Csepel, Szent Imre tér – Szigetszentmiklós, József Attila utca – Csepel, Szent Imre tér                                                           | |
| 940        | Budaörsi lakótelep – Kamaraerdő – Móricz Zsigmond körtér M                                                                                        | Kamaraerdőt csak Budapest felé érinti. |
| 941        | Móricz Zsigmond körtér M – Kelenvölgy – Baross Gábor-telep – Budatétény vasútállomás (Campona)                                                    | |
| 943        | Óbudai autóbuszgarázs – Békásmegyer H – Szentendre H                                                                                              | |
| 948        | Dél-pesti autóbuszgarázs – Csepel, Szent Imre tér – Csepel, Hollandi út                                                                           | |
| 950        | Pestszentimre vasútállomás (Vasút utca) – Szarvas csárda tér – Astoria M – Rákospalota, Székely Elek út – Rákospalota, Kossuth utca               | |
| 950A       | Pestszentimre vasútállomás (Vasút utca) → Szarvas csárda tér – Astoria M – Rákospalota, Kossuth utca                                              | |
| 956        | Pécel, Kun József utca – Rákoskeresztúr – Astoria M – Hűvösvölgy – Pesthidegkút – Hűvösvölgy                                                      | |
| 960        | Móricz Zsigmond körtér M – Óbudai autóbuszgarázs – Békásmegyer, Újmegyeri tér                                                                     | |
| 963        | Hűvösvölgy – Nagykovácsi, Tisza István tér | |
| 964        | Hűvösvölgy – Solymár, PEMÜ | |
| 966        | Határ út M – Pesterzsébet, városközpont – Millenniumtelep H                                                                                       | |
| 968        | Kispest, Kossuth tér – Cinkotai autóbuszgarázs | |
| 972        | Móricz Zsigmond körtér M – Budaörsi lakótelep – Törökbálint, Raktárváros → Törökbálint, Nyár utca                                                 | |
| 972B       | Móricz Zsigmond körtér M → Budaörsi lakótelep → Törökbálint, Márta utca → Törökbálint, Nyár utca                                                  | Csak Törökbálint felé közlekedik. |
| 973        | Újpalota, Szentmihályi út – Rákospalota, MÁV-telep – Astoria M – Városház tér – Nagytétény, ipartelep                                             | |
| 973A       | Astoria M → Rákospalota, MÁV-telep | A 973-as viszonylat sűrítőjárata. |
| 973A       | Keleti pályaudvar M → Városház tér | A 973-as viszonylat sűrítőjárata. |
| 979        | Újpalota, Nyírpalota út – Hősök tere M – Deák Ferenc tér M – Szent László utcai lakótelep – Csepel, Csillagtelep                                  | |
| 979A       | Hősök tere M – Deák Ferenc tér M – Szent László utcai lakótelep – Csepel, Csillagtelep                                                            | Péntekről szombatra és szombatról vasárnapra virradó éjjeleken 2 óra előtt a Hősök teréig közlekedik.                                                     |
| 980        | Rákoskeresztúr, városközpont – Dél-pesti autóbuszgarázs                                                                                           | |
| 990        | Normafa, látogatóközpont – Széll Kálmán tér M – Astoria M – Örs vezér tere M+H – Kucorgó tér – Rákoskeresztúr, városközpont                       | |
| 992        | Cinkotai autóbuszgarázs – Szilasliget, Kemping – Mogyoród H – Gödöllő H                                                                           | |
| 994        | Dél-pesti autóbuszgarázs – Gyál, Vecsési út | |
| 994B       | Dél-pesti autóbuszgarázs → Gyál, Ady Endre utca                                                                                                   | Visszafelé 994-es jelzéssel közlekedik. |
| 996        | Újpest-központ M – Szent Korona utcai lakótelep – Cinkotai autóbuszgarázs                                                                         | A 996-os és a 996A jelzésű buszok a Szentmihályi úti és a Mátyás király utcai megállók között más útvonalon közlekednek.                                  |
| 996A       | Újpest-központ M – Gusztáv utca – Cinkotai autóbuszgarázs                                                                                         | A 996-os és a 996A jelzésű buszok a Szentmihályi úti és a Mátyás király utcai megállók között más útvonalon közlekednek.                                  |
| 998        | Cinkotai autóbuszgarázs – Régiakadémiatelep – Rákoscsaba-Újtelep – Rákoskeresztúr, városközpont                                                   | |
| 999        | Határ út M – József Attila-lakótelep – Dél-pesti autóbuszgarázs                                                                                   | A József Attila-lakótelepet csak a Dél-pesti autóbuszgarázs felé érinti.                                                                                  |